# Stazione di Santena-Tetti Giro
La stazione di Santena-Tetti Giro è stata una fermata ferroviaria posta sulla linea ferrovia Torino-Fossano-Savona, a servizio di Santena e della vicina La Loggia.

## Storia
La stazione fu costruita sulla ferrovia Torino-Savona nel tratto tra Torino e Carmagnola, precisamente tra la stazione di Trofarello e di Villastellone. Venne costruita tra il 1958 e il 1960 e poi inaugurata quello stesso anno. Venne soppressa nel 2003. Successivamente il fabbricato è stato demolito.

## Strutture e impianti
La stazione era dotata di un fabbricato viaggiatori e 2 binari passanti.